# Dohinonko
Dohinonko ist ein Dorf im westafrikanischen Staat Benin. Es liegt im Departement Atlantique und gehört verwaltungstechnisch zum Arrondissement Tori-Cada, welches wiederum der Gerichtsbarkeit der Kommune Tori-Bossito untersteht. Innerhalb der Kommune befindet sich Dohinonko im östlichen Teil und ist in nordöstlicher Richtung von Tori-Gare zu erreichen.